# Eustrotia wiskotti
Eustrotia wiskotti là một loài bướm đêm trong họ Noctuidae.